# Hôtel particulier (86, boulevard du Général-de-Gaulle, Roubaix)
L’hôtel est un hôtel particulier situé à Roubaix, dans le département du Nord.

## Histoire
En lisière de la ville, situé sur un boulevard (à l'origine une promenade) créé en 1866, cet hôtel fait partie d'un ensemble de demeures bourgeoises toutes construites vers la fin du XIXe siècle. A l'image de ses voisins ainsi que d'un grand nombre de demeures bourgeoises de la région (souvent éclectiques par ailleurs), cet hôtel allie la pierre et la brique dans une façade de style néo-Renaissance flamande. En effet, le répertoire décoratif de cette façade est directement tiré d'édifices bâtis durant la Renaissance flamande (XVIe siècle) et se caractérisant par l'usage notamment de pignons à gradins ou à volutes, de fenêtres à meneaux ainsi que de la conjugaison de la pierre et de la brique pour produire des effets ornementaux. Cette façade asymétrique présente des travées irrégulières ainsi qu'un décrochement de façade couronné par un pignon à gradins se présentant davantage comme une variation du pignon droit, l'autre partie de la façade se terminant quant à elle par une plus modeste lucarne. L'emploi généreux de la pierre (pierre calcaire bleue en moellons pour le soubassement, calcaire blond pour le reste de l'édifice) a permis la profusion du décor sculpté (fenêtres à meneaux en arc déprimé se terminant par des volutes, petit pignon à volutes couronnant l'entrée, colonnette surmontée d'un cul-de-lampe soutenant une balustrade ajourée du premier étage, balustrade que l'on retrouve à chaque fenêtre de cet étage, etc.). De plus, l'usage, commun à toute la région, de la brique met en valeur l'abondant décor cité précédemment. 
Ce bâtiment fait l'objet d'une inscription au titre des monuments historiques depuis le 12 août 1998.

## Localisation
L'hôtel est situé au 86, boulevard du Général-de-Gaulle à Roubaix, près de 84 et 78-78 bis.